# François-Maximin Valentin
Pour les articles homonymes, voir François Valentin et Valentin.
François-Maximin Valentin, né le 11 juin 1821 à Saint-Chinian (Hérault) et mort le 4 mars 1888 à Paris, est un propriétaire et un député français.

## Biographie
À la suite du décès d'Étienne Buyat, en 1887, il est élu député de l'Isère au second tour d'un élection législative partielle, le 5 juin, avec 35 382 voix sur 76 068 votants et 164 356 inscrits, contre 22 793 voix pour le radical Edgar Monteil et 16 169 voix pour le républicain modéré indépendant Paviot.
Siégeant à la Chambre parmi les députés opportunistes, il meurt peu après. Il est inhumé au cimetière du Montparnasse (division 2).

## Sources
- « François-Maximin Valentin », dans Adolphe Robert et Gaston Cougny, Dictionnaire des parlementaires français, t. 5, Edgar Bourloton, 1889-1891 [détail de l’édition] (lire en ligne), p. 473